# 洲崎綾
洲崎 綾（すざき あや、1986年12月25日 - ）は、日本の女性声優。石川県金沢市出身。アイムエンタープライズ所属。
主な出演作に『暗殺教室』（茅野カエデ）、『たまこまーけっと』（北白川たまこ）、『アイドルマスター シンデレラガールズ』（新田美波）、『キルラキル』（満艦飾マコ）など。

## 略歴
1986年12月25日、石川県金沢市に生まれる。
東京学芸大学在学中に日本ナレーション演技研究所に入所。大学卒業後はOLを経て、2010年に『バクマン。』で声優デビュー。作品内でヒロインの亜豆美保とユニットを組む声優・天音ミサヨ役を担当。亜豆美保役の早見沙織、松田桃子役の春宮茉由とともに、聖ビジュアル女学院合唱部として歌唱も担当した。
2011年、アイムエンタープライズへの所属が決まる。
2013年、『たまこまーけっと』の北白川たまこ役でテレビアニメ初主演。また、映画の主題歌「プリンシプル」の歌唱を担当し、個人名義でのシングルを発売。
2015年、第9回声優アワード新人女優賞を受賞する。同年11月公開のアニメ映画『RWBY Volume1』（ノーラ・ヴァルキリー役）にて、吹き替えに初挑戦。
2017年1月1日、自身の公式Twitterアカウントを開設した。
2019年12月31日、自身のブログにて伊福部崇と結婚したことを発表。
2025年6月8日、自身のX（旧Twitter）アカウントにて第1子男児の出産を報告。

## 人物

### 人物的特徴
声優を目指したきっかけは、中学時代に『名探偵コナン』が好きで、灰原哀役の林原めぐみに憧れて声優という仕事に興味を持ったことによる。
大学卒業後もなかなか所属事務所が決まらず、一般企業に就職し働きながら養成所に通い続けた。在学中に教員免許を取得したものの、「教師やりながら声優の勉強は無理だなって、教育実習のとき思った」ため、「（レッスンに）土日をフルに使えるOLになった」と話している。
本人曰く、声優デビュー後も数年間はアルバイトをしながらの生活だったと述べている。
出演した作品の中でも、特に『たまこまーけっと』（北白川たまこ役）及び『キルラキル』（満艦飾マコ役）は、特に思い入れの強い作品とのことであり、2016年12月の自身のバースデーイベントは、この2作品のスタッフの協力で「幸せすぎる一日」になったとのことである。
資格は英検3級、珠算初段、普通自動車免許、華道（古流柏葉会師範）、PADIオープンウォーターダイバー、幼稚園・小学校・特別支援学校教諭免許を取得している。
特技はトランペットと華道。好きなスポーツは、ソフトテニス、スキューバダイビングを挙げている。小・中学校時代には隣家に住む一つ年上の友人の影響でマーチングバンド、ソフトテニス部に所属していた。
好きな食べ物はすき焼き、うどん、沖縄そば、タコライス。嫌いな食べ物は納豆、山芋（食べるとのどが痒くなる）、イクラ、キウイ、蜂蜜。
嫌いな飲み物はコーヒー（飲むと具合が悪くなる） と思われてきたが、
体調が優れない時に飲むと具合が悪くなりやすいだけで、むしろ好物であると本人からの指摘があった。
好きな芸能人は堺雅人。好きなアーティストは夏川りみとT.M.Revolutionの西川貴教である。
尊敬する声優に林原めぐみを挙げている。また、「私のテーマ曲」という質問に林原の「ふわり」を挙げている。
「ごえもん」という名前の猫（ブルーのブリティッシュショートヘア）を飼っていて、時々成長の様子がTwitterやブログ等で報告されている。また、弟がいるとのことである。2021年夏頃からは「こまち」という猫（トラネコ）も飼っている。

### 交友関係
声優の佳村はるかとは養成所で知り合い、所属事務所も同じでプライベートでも長く親交がある。
その他に仲の良い声優として、金子有希や長妻樹里ら『たまこまーけっと』で共演したメンバー（3人共『たまこまーけっと』がアニメ初レギュラー作である）、津田美波や種田梨沙ら『ロウきゅーぶ!SS』で共演したメンバーを挙げている。
またWEBラジオ番組『洲崎西』（超!A&G+）で共にパーソナリティをしている西明日香とも仲が良く、TVアニメ『てさぐれ!部活もの あんこーる』のBD/DVD第1巻ではコラボ企画として共演を果たした。
『シドニアの騎士』や『トリニティセブン』で共演した佐倉綾音とも親交を深めている。

## エピソード

### こども夢質問箱
声優になる以前、NHKラジオ第1放送『きょうも元気でわくわくラジオ』内の『こども夢質問箱』コーナーを林原めぐみが担当した回（2003年9月27日放送）にかけた電話が繋がり、憧れていた林原めぐみと直接話をする機会を得る。
声優デビューから3年後、西明日香と共にパーソナリティを務めるWEBラジオ『洲崎西』内で林原のラジオ番組やこども夢質問箱に関するエピソードを話したところ、番組を聞いていた『林原めぐみのHeartful Station』のリスナーが林原宛に投稿し、第1138回放送内で取り上げられた。洲崎の相談に回答した事は覚えていなかったものの、「今でも考えは変わっていない」と述べている。
洲崎自身も第1138回の放送を聞いており、「大興奮しちゃって。嬉しくて嬉しくて」「普段は12時ぐらいに寝るのに、3時まで寝付けなかった」と喜びを顕にしていた。その後、洲崎自身があらためて声優になった報告とお礼を『Heartful Station』宛に投稿、第1140回内で読み上げられた。林原からは「送っちゃおうか、おもちゃ箱。たまにはリスナーに戻りたまえ」と番組グッズが贈られた。

### 林原めぐみのラジオ番組にゲスト出演
2014年4月、洲崎がヒロイン・星白閑役を演じるアニメ『シドニアの騎士』の番組宣伝も兼ねて、『Heartful Station第1176回』及び『Tokyo Boogie Night第1146回』にゲスト出演する運びとなった。
林原のラジオ番組の製作・提供をしているキングレコードが、『シドニアの騎士』の製作陣にも加わっている縁もあり、林原との対面が実現した。
ゲスト出演後に『洲崎西』内で「この番組をやってなかったら、林原さんに知ってもらうことも無かった。勇気を持ってお礼の手紙を書くことも出来なかった」「本当に幸せだったなあ。人生で一番会いたかった人にやっと会えた」と感想を述べている。共にパーソナリティを務める西明日香は、ゲスト出演時の終始緊張している洲崎の様子を「完全に借りてきた猫状態だった」と評している。

## 出演
太字はメインキャラクター。

### テレビアニメ
2010年
- バクマン。（2010年 - 2013年、天音ミサヨ、中桂子） - 2シリーズ

2011年
- 魔乳秘剣帖（草C）

2012年
- となりの怪物くん（女生徒B）
- To LOVEる -とらぶる- ダークネス（2012年 - 2015年、女子生徒、マリモッタ） - 2シリーズ

2013年
- 俺の妹がこんなに可愛いわけがない。（アルファ、ランちん〈宮本蘭〉）
- 俺の彼女と幼なじみが修羅場すぎる（知地りん、ウェイトレス）
- 京騒戯画（少女 / 杜の少女）
- キルラキル（2013年 - 2014年、満艦飾マコ）
- きんいろモザイク（クラスメイトの女の子B）
- 幻影ヲ駆ケル太陽（少女、ケルブレム〈少女〉）
- 琴浦さん（店員）
- ささみさん@がんばらない（クラスメイトF）
- ジュエルペット ハッピネス（生徒）
- ステラ女学院高等科C3部（かずは）
- 戦姫絶唱シンフォギアG（司会）
- D.C.III 〜ダ・カーポIII〜（中山）
- たまこまーけっと（北白川たまこ）
- とある科学の超電磁砲 シリーズ（2013年 - 2020年、滝壺理后、女子生徒） - 2シリーズ
- ドラえもん（テレビ朝日版第2期）（2013年 - 2014年、カニ刑事、女の子、子猫）
- ファイ・ブレイン 神のパズル 第3シリーズ（ノノ）
- 変態王子と笑わない猫。（モリヤ）
- 僕は友達が少ないNEXT（ギャルゲー、ぎゃる）
- ゆゆ式（女子生徒C）
- リトルバスターズ!（由美）
- ロウきゅーぶ!SS（竹中柊）

2014年
- アイカツ!（2014年 - 2016年、夏樹みくる） - 3シリーズ
- ガールフレンド（仮）（江藤くるみ）
- 健全ロボ ダイミダラー（リカンツ＝シーベリー、アナウンス）
- 極黒のブリュンヒルデ（橘佳奈）
- シドニアの騎士（2014年 - 2015年、星白閑、紅天蛾、エナ星白、白羽衣つむぎ） - 2シリーズ
- トリニティセブン（セリナ＝シャルロック）
- マギ The kingdom of magic（マルガ）
- ロボットガールズZ（ポセスO2）
- 六畳間の侵略者!?（笠置静香）

2015年
- アイドルマスター シンデレラガールズ（新田美波） - 2シリーズ
- 暗殺教室（2015年 - 2016年、茅野カエデ） - 2シリーズ
- 女の子って。（女の子）
- カード・バトルZERO（ハッピー・ピーチ・フラワー）
- 艦隊これくしょん -艦これ-（暁、響、雷、電、最上、鳳翔、青葉）
- 境界のRINNE（2015年 - 2017年、リカ、美少女B、女子E） - 3シリーズ
- Classroom☆Crisis（花岡ツバサ）
- 洲崎西 THE ANIMATION（洲崎綾）※第7話のポエムノート表紙も担当
- ダンジョンに出会いを求めるのは間違っているだろうか（2015年 - 2025年、クロエ・ロロ） - 5シリーズ
- VALKYRIE DRIVE -MERMAID-（神楽坂倫花）
- 放課後のプレアデス（あおいの友人）
- ミカグラ学園組曲（蓮見真琴）

2016年
- 亜人（永井慧理子） - 2シリーズ
- あまんちゅ!（2016年 - 2018年、小日向こだま、井口真理、お姫、女子B） - 2シリーズ
- タブー・タトゥー（ハーラ）
- D.Gray-man HALLOW（エミリア）
- ドリフェス!（沢村唯弦の子供時代）
- バーナード嬢曰く。（長谷川スミカ）
- ファンタシースターオンライン2 ジ アニメーション（コオリ）
- 腐男子高校生活（西原ルミ）
- Lostorage incited WIXOSS（2016年 - 2018年、ドーナ） - 2シリーズ

2017年
- ACCA13区監察課（エイダー）
- サクラクエスト（木春汀）
- RWBY Volume 1-3: The Beginning（ノーラ・ヴァルキリー）
- 時間の支配者（少年A）
- バトルガール ハイスクール（星月みき）
- 魔法陣グルグル（チュール）
- 十二大戦（伊能清子）
- つうかあ（宍戸まりあ、宍戸ゆりあ）
- アイドルマスター シンデレラガールズ劇場（2017年 - 2019年、新田美波） - 3シリーズ

2018年
- HUGっと!プリキュア（一条蘭世）
- されど罪人は竜と踊る（アーゼル）
- 新幹線変形ロボ シンカリオン（イナホ）
- ラストピリオド -終わりなき螺旋の物語-（アクアマリン）
- BanG Dream! ガルパ☆ピコ（2018年 - 2022年、月島まりな） - 3シリーズ
- ハッピーシュガーライフ（飛騨しょうこ）
- かくりよの宿飯（アイ）
- RELEASE THE SPYCE（八千代命）
- ひもてはうす（本郷たえ）
- とある魔術の禁書目録III（2018年 - 2019年、滝壺理后）
- 逆転裁判 〜その「真実」、異議あり!〜（ラジオDJ・トモリーナ）
- ベルゼブブ嬢のお気に召すまま。（モリガン）

2019年
- BanG Dream!（2019年 - 2022年、月島まりな） - 2シリーズ + 1作品
- 魔法少女特殊戦あすか（大鳥居あすか）
- ポチっと発明 ピカちんキット（2019年 - 2020年、羽具村ベル）
- BORUTO-ボルト- NARUTO NEXT GENERATIONS（タツミ）
- 神田川JET GIRLS（2019年 - 2020年、満腹黒丸）
- アイカツオンパレード!（2019年 - 2020年、夏樹みくる）

2020年
- クレヨンしんちゃん（出藍松子、園児A）
- プリンセスコネクト!Re:Dive（2020年 - 2022年、カリン） - 2シーズン
- イエスタデイをうたって（福田梢）
- 異常生物見聞録（莉莉）
- ド級編隊エグゼロス（ミハリ蟲）
- アサルトリリィ BOUQUET（田中壱）
- レヱル・ロマネスク（汽子）
- ぐらぶるっ!（ククル）

2021年
- バック・アロウ（アタリー・アリエル）
- ふしぎ駄菓子屋 銭天堂（葛城美弥）
- 闘神機ジーズフレーム（ルナ・マリアノ・ペレス・ルピアノ）
- takt op.Destiny（くるみ割り人形）

2022年
- CUE!（五十鈴りお）
- ドールズフロントライン（SKS）
- シャドウバースF（2022年 - 2024年、エリナ）
- RWBY 氷雪帝国（ノーラ・ヴァルキリー）
- Extreme Hearts（北条恵美）
- 惑星のさみだれ（白道八宵）
- 「艦これ」いつかあの海で（2022年 - 2023年、最上、響、青葉、鳳翔）

2023年
- 異世界のんびり農家（ティア）
- しまじろうのわお!（まあや）
- 君は放課後インソムニア（幼い丸太、キャスター）
- 聖剣学院の魔剣使い（レギーナ・メルセデス）
- 川越ボーイズ・シング（2023年 - 2024年、飯島リカ）
- おしりたんてい（チェリー）

2024年
- 魔都精兵のスレイブ（幼い優希）
- デート・ア・ライブV（穂村遥子）

2025年
- GUILTY GEAR STRIVE: DUAL RULERS（エルフェルト＝ヴァレンタイン）
- 地獄先生ぬ〜べ〜 (2025)（稲葉郷子）

### 劇場アニメ
2014年
- アイカツ!シリーズ（2014年 - 2016年、夏樹みくる） - 2作品
- たまこラブストーリー（北白川たまこ）

2015年
- 亜人（2015年 - 2016年、永井慧理子） - 2作品
- 劇場版 シドニアの騎士（星白閑）
- ハーモニー（零下堂キアン）

2016年
- 劇場版 暗殺教室 365日の時間（茅野カエデ）
- 劇場版 艦これ（青葉、暁、響、雷、電）

2017年
- 劇場版 トリニティセブンシリーズ（2017年 - 2019年、セリナ＝シャルロック） - 2作品
- BLAME!（タエ）
- GODZILLA（2017年 - 2018年、ハルオ・サカキ〈幼少期〉、管制官） - 3作品

2019年
- 劇場版 ダンジョンに出会いを求めるのは間違っているだろうか -オリオンの矢-（クロエ・ロロ）

2021年
- ARIA The CREPUSCOLO（ゴンドラ女性客）
- シドニアの騎士 あいつむぐほし（白羽衣つむぎ、星白閑、紅天蛾）

2024年
- 機動戦士ガンダムSEED FREEDOM

### OVA
2012年
- THE IDOLM@STER SHINY FESTA ハニーサウンド（外国人の子供A）

2013年
- マジカル☆スター かのん100%（こずえ） - 『神のみぞ知るセカイ』コミックス22巻DVD付き特別版に収録
- 翠星のガルガンティア（子供）

2014年
- 暗殺教室「episode:0 出会いの時間」（茅野カエデ） - ジャンプスペシャルアニメフェスタ2014上映作品
- イヌイさんッ!（宇佐木瑠々美） - 『ちゃお』2014年8・12月号、2015年9月号付録付録
- 堀さんと宮村くん（女子B）
- よんでますよ、アザゼルさん。（ありさちゃん） - コミックス11巻限定版に収録

2015年
- イヌイさんッ!（宇佐木瑠々美） - 『ちゃお』

2018年
- クイーンズブレイド UNLIMITED（ミシェル）

2020年
- 神田川JET GIRLS ここから始まる東京ガールズプロモーション（満腹黒丸）

### Webアニメ
2010年代
- メイプルストーリー Justiceアップデート紹介ムービー（2012年、アリア、シグナス）
- La Vie en Doll ラヴィアンドール 1巻PV （2013年、春野かすみ、ナレーション）
- 水色イデア コミックス1巻PV （2014年、若葉、ナレーション）
- 彼女が漢字を好きな理由。（2015年、平井春香）
- 殺せんせーQ!（2016年 - 2017年、茅野カエデ）
- アイドルマスター シンデレラガールズ劇場（2017年 - 2021年、新田美波） - 2シリーズ
- モンストアニメ セカンドシーズン（2017年、ツクヨミ）
- みるタイツ（2019年、萌黄ホミ）

2020年代
- CINDERELLA GIRLS 10th Anniversary Celebration Animation ETERNITY MEMORIES（2022年、新田美波）

### ゲーム
2011年
- ぎゃる☆がん（三門綾菜、月宮まどか、星野さつき、藤野沙織）

2012年
- 恋と選挙とチョコレート PORTABLE（ぬこぬこシステムボイス）

2013年
- アイドルマスター シンデレラガールズ（2013年 - 2023年、新田美波） - 3作品
- AKIBA'S TRIP2（ナナ）
- Wake Up, Girls! ステージの天使（大石陽菜）
- 艦隊これくしょん -艦これ-（鳳翔、青葉、最上、暁、響 / Верный、雷、電）
- 禁断召喚!サモンマスター（ユイ）
- 幻獣姫（ヘカテー）
- 青春姫（桐島美咲）
- 変態王子と笑わない猫。（モリヤ）
- リング☆ドリーム 女子プロレス大戦（石狩みな、日高瞬、ルシフェル美香、山崎フランケン）

2014年
- アイカツ! 365日のアイドルデイズ（夏樹みくる）
- アンジュ・ヴィエルジュ（セルフィー、マーブル）
- 王様ゲーム -共闘-（本多智恵美）
- 御城プロジェクト（大高坂山城、河中山城、高智山城、高知城）
- ガールフレンド（仮）（江藤くるみ）
- GUILTY GEAR Xrd -SIGN-（エルフェルト）
- グリモア〜私立グリモワール魔法学園〜（宍戸結希）
- 三国志パズル大戦（袁氏）
- 白猫プロジェクト（2014年 - 2018年、チェルシー・コリンズ、シェリル）
- 神撃のバハムート（ミュリン、新田美波）
- スカイ・ロア（セイレーン、明るく元気な看板娘）
- ゼルダ無双（プロクシィ）
- 戦国大戦 -1600 関ヶ原 序の布石、葵打つ-（阿古姫、摩阿姫、満天姫、見性院、EX牟宇姫）
- チェインクロニクル（マリアン、ラルダ、リュキシー、ドルテ、ブロッサム、タリビク、ゼシシラ）
- NAtURAL DOCtRINE（タチアナ）
- 猫耳さばいばー!（エマ）
- バレットガールズ（天峰咲姫）
- BeatStream（BisCo）
- 封印勇者!マイン島と空の迷宮（シオン）
- 魔法少女ピクシープリンセス（桜井ここあ / ピクシーチェリー）
- 巫女の社（大歳綾乃）
- ルミナスハーツ（七星咲）
- 恋Q部!（西尾玲）
- ロウきゅーぶ! ないしょのシャッターチャンス（竹中柊）
- ロボットガールズZ ONLINE（ポセスO2）

2015年
- アイカツ! My No.1 Stage!（夏樹みくる）
- アルカディアの蒼き巫女（クレア）
- 暗殺教室 殺せんせー大包囲網!!（茅野カエデ）
- V.D.－Vanishment Day－（八千代希）
- VALKYRIE DRIVE -BHIKKHUNI-（神楽坂倫花）
- 乖離性ミリオンアーサー（可憐型富豪アーサー、華恋型富豪アーサー、第二型フィオナーレ、第二型アリアドナ、第二型スペード、秋季型パレット、神話型フレイヤ花銃型ルピナス）
- 家電少女（らん）
- ぎゃる☆がん だぶるぴーす（月宮まどか）
- GUILTY GEAR Xrd -REVELATOR-（エルフェルト）
- グランスフィア 〜宿命の王女と竜の騎士〜（魔導人形コメット）
- ソフィーのアトリエ 〜不思議な本の錬金術士〜（モニカ・エルメンライヒ）
- タワー オブ プリンセス（エインセール）
- 超銀河船団（シマモト・イズミ）
- 東亰ザナドゥ（天堂陽菜）
- 夏色ハイスクル★青春白書 〜転校初日のオレが幼馴染と再会したら(略)（島袋珠希）
- パズル戦隊デナレンジャー（剛龍砕 / デナイエロー）
- バトルガール ハイスクール（星月みき）
- BeatStreamアニムトライヴ（BisCo）
- ビーナスイレブンびびっど!（相崎るみ）
- ファンタシースターオンライン2（女性共通エルフェルトボイス）
- FLOWERS 夏編（考崎千鳥）
- ブレイブリーセカンド（ヨーコ / 妖狐）
- POSSESSION MAGENTA（祭綾女）
- ポップアップストーリー 魔法の本と聖樹の学園（ユノ・ベルナル）
- ミリ姫大戦 −Militärische Mädchen−（バイエルライン、ビックス）
- メタルサーガ 〜荒野の方舟〜（オペレーター〈天真爛漫かわいい系〉）
- 桃色大戦ぱいろん（ドロシー）
- レーシング娘。（横浜歩音、宗田紅緒）
- ロイヤルフラッシュヒーローズ（ユンファ・リー）

2016年
- アイカツ! フォトonステージ!!（夏樹みくる）
- IRroid〜恋の有効フロンティア〜（佐粧愛莉）
- アイドル事変（一花ひまわり）
- 暗殺教室 アサシン育成計画!!（茅野カエデ / 雪村あかり）
- UNDER NIGHT IN-BIRTH Exe:LATE[st]（ミカ）
- ウチの姫さまがいちばんカワイイ（ナーニャ）
- エレメンタルリーグ〜精霊獣と世界樹の葉〜（シルキィ）
- エンドライド -X fragments-（シャスハ）
- オオカミ姫（華舞う拳士ニノ）
- 御城プロジェクトRE（大高坂山城、高知城）
- 艦これアーケード（鳳翔、最上、暁、響、雷、電）
- 艦これ改（鳳翔、青葉、最上、暁、響 / Верный、雷、電）
- 感染×少女（鳴海遥、風原緒海）
- クイズRPG 魔法使いと黒猫のウィズ（ルチル・メイ）
- グランブルーファンタジー（2016年 - 2022年、ククル、新田美波、白い翼の生物、緑の騎士オクタヴィア）
- 激突!クラッシュファイト（蛇龍神・アナンタ）
- ゴシックは魔法乙女〜さっさと契約しなさい!〜（パックマン）
- シン・アリマ（パンダ、アザラシ）
- 消滅都市2（コトネ）
- STARLY GIRLS -Episode Starsia-（ベガ）
- 天穹のアルクルス（イータ）
- 12オーディンズ（マルル）
- 東亰ザナドゥ eX+（天堂陽菜）
- トライリンク 光の女神と七魔獣（クライン）
- トラウマスター∞（来恩寺舞喜）
- バレットガールズ2（天峰咲姫）
- ファンタシースターオンライン2（コオリ〈鷲宮氷莉〉）
- プラマイウォーズV（水無月未菜）
- FLOWERS 秋編（考崎千鳥）
- ブレイブソード×ブレイズソウル（雷斧ペルーン）
- 放課後ガールズトライブ（土御門冬芽）
- 僕の彼女は人魚姫!?（ぺた子）
- 魔法陣少女 ノブナガサーガ（セイメイ）
- メダロット ガールズミッション（海堂めぐみ）
- リーリヤのおともだち（アヤメ）
- りりくる Rainbow Stage!!!（宇崎羽佳）

2017年
- AKIBA'S TRIP Festa!（ナナ）
- 学園戦姫プラネットウォーズ（ヴィルリン）
- グラフィティスマッシュ（ノエル）
- Shadowverse（エルフシンガー・ポルカ、星追いの精霊）
- StarHorse Pocket（駒場葵）
- StraStella（レアス）
- セブンズストーリー（ネリア、エレナ、リアーユ）
- セブンナイツ（阿修羅）
- 旋光の輪舞2（ミーツェ・メルクス）
- 戦国アスカZERO（滝壺理后）
- 戦場のツインテール（バーニース）
- 閃乱カグラ PEACH BEACH SPLASH（神楽坂倫花）
- ダンジョンに出会いを求めるのは間違っているだろうか 〜メモリア・フレーゼ〜（クロエ）
- チェインクロニクル3（ヌイ、タリビク）
- デスティニーチャイルド（セイレーン）
- ドラジェネ -聖戦の絆-（アフロディーテ）
- バンドリ! ガールズバンドパーティ!（2018年 - 2023年、月島まりな）
- ファイアーエムブレム ヒーローズ（2017年 - 2023年、マリア、ニニアン）
- FLOWERS 冬編（考崎千鳥）
- プリンセス・プリンシパル GAME OF MISSION（ファラオ・クレオパトラ8世）
- 編隊少女 -フォーメーションガールズ-（ラビ・チェイサー）
- 麻雀 闘牌コロシアム（コスモス）
- ユバの徽（ユバ、剣の者、テロア）
- ルナプリ（エニル）
- ロボットガールズZ ONLINE（ポセスO2）
- マギアレコード 魔法少女まどか☆マギカ外伝（胡桃まなか）

2018年
- アズールレーン（龍驤）
- アビス・ホライズン（信濃、ミズーリ、ジャン・バール）
- エターナルリンケージ 〜蒼穹のアムネシア〜（アイリス）
- 蒼の三国志（郭皇后）
- 神獄塔 メアリスケルター2（人魚姫）
- 京刀のナユタ（京坂七穂、玉藻）
- グランドサマナーズ（満艦飾マコ）
- グランドチェイス-次元の追跡者-（セージ）
- GOD EATER RESONANT OPS（ミツキ）
- 城姫クエスト（鳥羽城、越前大野城）
- 世紀末デイズ（天霧黒羽）
- ソウルキャリバーVI（柴香華）
- 天華百剣 -斬-（数珠丸恒次）
- 伝説対決 -Arena of Valor-（アリス）
- 東京コンセプション（刑部姫テンソ）
- ドールズフロントライン（M9）
- 刻のイシュタリア（レヴィア）
- 都立水商！（白鳥花音）
- バレットガールズ ファンタジア（天峰咲姫）
- ひぐらしのなく頃に奉（采）
- プリンセスコネクト！Re:Dive（2018年 - 2024年、カリン / 観崎佳凛）
- BLAZBLUE CROSS TAG BATTLE（ミカ）
- ホップステップジャンパーズ（リズ）
- 北陸とらいあんぐる（加賀ひまり）
- モンスターコレクト〜時空を旅する冒険記〜（ランスロット）
- 妖怪百姫たん!（阿弖流爲）
- 白猫プロジェクト（シェリル・コーエン）

2019年
- RELEASE THE SPYCE secret fragrance（八千代命）
- 天地の如く〜激乱の三国志〜（蔡文姫）
- CLOSERS（ソーマ）
- トリニティセブン -夢幻図書館と第7の太陽-（セリナ＝シャルロック）
- EVE rebirth terror（ヴィーネ・フラル）
- スターオーシャン:アナムネシス（エルフェルト＝ヴァレンタイン）
- 結城友奈は勇者である 花結いのきらめき（2019年 - 2021年、八千代命）
- 永遠の七日（屠怯怯）
- DAEMON X MACHINA（チル）
- ラストイデア（シャロン）
- とある魔術の禁書目録 幻想収束（滝壺理后）
- モン娘☆は〜れむ（メルディ）
- エンゲージプリンセス（メリザンド）
- プラチナ・トレイン（児玉ひかり）
- ファンタシースターオンライン2 es（ジュティスシュティク）
- サファイア・スフィア〜蒼き境界〜（オリビエ）
- ドールズオーダー（パラメデス）
- ヴァルキリーコネクト（ロータ、ヴェロッサ、ラスピ）
- ファンタジーライフ オンライン（オリアナ）
- 荒野のコトブキ飛行隊 大空のテイクオフガールズ!（ホタル）
- CUE!（五十鈴りお）
- 異世界で始める偉人大戦争 〜陣取りしてみませんか〜（織田信長）
- ボーダーレイン（スズカ）
- ワールドフリッパー（ユナ、ケイト）
- 雀魂（涼宮杏樹、北見紗和子）
- キルラキル ザ・ゲーム -異布-（満艦飾マコ）

2020年
- 神田川JET GIRLS（満腹黒丸）
- ラストオリジン（コンスタンツァS2）
- 聖闘士星矢 ライジングコスモ（鶴座・楓、小熊座・シャオリン）
- 神獄塔 メアリスケルターFinale（人魚姫）
- レッド：プライドオブエデン（メイ）
- ファイナルギア -重装戦姫-（アンバー）
- STARHORSE4（駒場葵）

2021年
- 東方ロストワード 
- ルーンファクトリー5（スカーレット）
- ブラック・サージナイト（陽炎）
- 原神（早柚）
- シドニアの騎士 掌位ノ絆（星白閑、白羽衣つむぎ）
- 永遠の7日-終わりなき始まり（チュ・チェチェ）
- アサルトリリィ Last Bullet（田中壱）
- ファイナルファンタジーXIV 暁月の終焉（リヴィングウェイ）

2022年
- ゼノブレイド3（マナナ）
- ガーディアンテイルズ（キャロル）

2023年
- 勝利の女神:NIKKE（ジャッカル）
- エーテルゲイザー（アシュラ）
- takt op. 運命は真紅き旋律の街を（くるみ割り人形）
- 信長の野望 出陣（おつやの方、義姫、ふみ、ねね）
- レスレリアーナのアトリエ 〜忘れられた錬金術と極夜の解放者〜（モニカ）
- 東方幻想エクリプス（奥野田美宵）
- GUILTY GEAR -STRIVE-（エルフェルト＝ヴァレンタイン） - DLC追加キャラクター

2024年
- ユニコーンオーバーロード（フラウ）
- サンローラン騎士団（トト）

2025年
- 新月同行（星涼）

### ドラマCD
2011年
- 浮雲亭物語三席 〜父を訪ねて三千里。エロと情熱のあいだ篇〜（くもじファン）
- 俺の妹が××すぎて眠れないCD（漁火）

2012年
- エクゾスカル 零（少女）※チャンピオンRED 2013年2月号付録
- ペンギンゑにし 第二譚 少女神隠し（川島亜理紗）
- ゆめくり（バカップル）

2013年
- アイドルマスター シンデレラガールズ コミックアンソロジーcool VOL.2付属「クールなドラマCD」（新田美波）
- Magnolia（女生徒B）
- 歴sing♪（店員）

2014年
- THE IDOLM@STER CINDERELLA GIRLS WONDERFUL M@GIC!! SPECIALドラマCD（新田美波）
- THE IDOLM@STER CINDERELLA GIRLS 2ndLIVE PARTY M@GIC!! PARTY M@GIC SPECIAL ドラマCD PARTY TIMEは終わらない（新田美波）
- 艦隊これくしょん‐艦これ‐水雷戦隊クロニクル（1）限定版特典『スペシャルCDドラマ#2 〜暁の夢〜』（暁、響 / Верный、雷、電、最上、鳳翔）
- 半熟少女1 - 2 （深山紗巴）
- シドニアの騎士（2014年 - 2015年、星白閑、白羽衣つむぎ、重力鶏） - 第13巻・15巻特装版付属ドラマC
- Z/X NC DramaCD (2) ドラミコクインテット（青の竜の巫女ユイ）
- ツブ★ドル ドラマCD 〜紹介します?舞台裏!〜（弥栄はな）
- ひぐらしのなく頃に 奉 ラジオCD〜 神様ラジオ、雛見沢の異界からこんにちは、なのです〜！〜（采）
- フレイム王国興亡記 ドラマCD「乙女の戦い -Sweet Girl's War-」（ノエル・ハインヒマン）
- ふしぎ荘＋住人×住X 〜X’mas Special〜 『もも×大家〜聖なる夜に呪いのマッチはいかがですか？ の巻〜』（もも、成金のおばさん、アジア系の若い女、おじさん）
- 魔法少女OverAge 仮想:主題歌集(桐野さくら)
- 六畳間の侵略者!?第17巻特装版 付属ドラマCD 「白銀の姫と青き騎士 第一章 前編」（笠置静香、マリー）

2015年
- アニメ アイドルマスター シンデレラガールズ（新田美波） - BD / DVD 第2巻・8巻完全生産限定版特典ドラマCD
- 六畳間の侵略者!?第18巻特装版 付属ドラマCD 「白銀の姫と青き騎士 第一章 後編」（マリー）
- いおの様ファナティクス（キャス・ルーセンス）※新装版コミック1巻のドラマCD付き特装版
- 紫電改のマキ（甘粕みやび）※『チャンピオンRED』6月号特別付録
- 中古でも恋がしたい! 〜ぜってーお前の理想になってやる!〜（新宮聖美）
- 魔法少女オーバーエイジ -kawaii songs collection-（桐野さくら）
- りりくる - LIly LYric cyCLE - Vol.4 - 6（宇崎羽佳）
- さくらノイズ 第一夜〜第三夜（神楽紗倉）
- FLOWERS夏編 初回限定版付属ドラマCD『紅千鳥のハナコトバ』『怪談夜話 其の二』（考崎千鳥）
- 世界の終わりの世界録（キリシェ）
- りりくる キャラクターデュオシリーズ 歩実♥羽佳『パッチワーク・ラブリー！』（宇崎羽佳）
- 魔法少女オーバーエイジ GENERATION TRIAD（桐野さくら）

2016年
- アイドルマスター シンデレラガールズ 一番くじオリジナルCD3（新田美波）
- 銀のニーナ（新城巴）
- 中古でも恋がしたい!2 〜せーいちはウチに惚れてるもんね?〜（新宮聖美）
- ドラマCD りりくるVol.7『輝く!? スターの条件!』（宇崎羽佳）※初回限定版封入

2017年
- にゃんにゃんプレリュード・にゃんにゃんセレナーデ（チャコ）※『クズの本懐』BD・DVD特典
- しすたー・いん・らう！（内海愛姫）
- Fate/Prototype 蒼銀のフラグメンツ（エルザ・西条）

2018年
- TVアニメ/データカードダス『アイカツ!』&『アイカツスターズ!』スペシャルドラマCD（夏樹みくる）
- 治癒魔法の間違った使い方 8.5 〜戦場を駆ける回復要員〜ドラマCDブックレット（アマコ）

2020年
- まいりました、先輩 ドラマCD 〜先輩彼氏にまいりました〜（越野世里奈）

### デジタルコミック
- 百合姫PP ハロー、メランコリック！ PV（2019年、有田咲子[275]）
- カワイスギクライシス（2021年、矢薙華澄[276]、よぞら[277]）
- クソザコ風紀委員長かえりちゃん（2021年、早乙女小早[278]）
- 先輩、美味しいですか?（2022年、宮田美穂[279]）
- 高校生家族（2022年、家谷静香、家谷春香、弓木亜梨沙、屋敷理子、教頭先生、赤井琴音[280]）
- 虎王の花嫁さん（2023年、凛花[281]）

### オーディオドラマ
- オーディオシネマ『さくらノイズ』[282]（2014年、神楽紗倉[283]）
- 神童勇者とメイドおねえさん（2020年、ナギ[284]）
- Extreme Hearts S×S×S（2022年、北条恵美）

### ASMR
- 蓄音レヱル 汽子（2020年、汽子）
- 【ASMRドラマCD】異世界のんびり農家 〜アナザーストーリー〜（2023年、ティア）
- 方言女子に愛される、のんびり2人暮らし〜お兄さんは、ウチが癒してあげるちゃね〜（2023年、富山萌花）

### 吹き替え
- RWBY（2015年 - 2016年、ノーラ・ヴァルキリー[285]） - 3シリーズ[一覧 23]
- カード・バトルZERO (ハッピー・ピーチ・フラワー)

### ナレーション
- ディズニー365（2013年4月 - ）
- アニメマシテ（テレビ東京、2014年6月）
- ニッポンど真ん中！「スギちゃんの豪華絢爛！プレミアムツアーin石川」（MRO北陸放送、2016年1月）
- AnimeJapan2016PV

### 朗読劇
- PLATTO朗読劇 「青春の一ページを、キスでめくって」「倫理テスト部の一日」（2020年6月20日、ライブ配信）[286]
- 朗読劇「世界から猫が消えたなら」（2022年6月19日、シアター1010） - 猫（キャベツ）役[287]
- SWEET 19 BLUES（2023年12月26日・30、RED°TOKYO TOWER SKY STADIUM） - イツキ 役[288]

### ラジオ
※はインターネット配信。
- ぼいすた!生（2011年7月16日 - 2012年3月27日、バナフェス!ラジオ）
- 津田美波の華劇ラヂヲ（2011年、バナフェス!ラジオ※）
- 進藤尚美の華劇ラヂヲ（2012年、バナフェス!ラジオ※）
- 洲崎綾のなまたまっ!（2012年、バナフェス!ラジオ※）
- なまたまっ!洲崎綾の華劇ラヂヲ（2012年、バナフェス!ラジオ※）
- たまこまーけっと もちもちラジオ（2013年、HiBiKi Radio Station※）[289]
- はる学自動車部（2013年、HiBiKi Radio Station※）
- 洲崎西（2013年 - 、超!A&G+※ → ニコニコチャンネル※・YouTube※）
- 内田真礼&洲崎綾の『あやまあ屋!?』（メンズファッションプラス：2013年10月10日）[290]
- キルラキルラジオ（2013年 - 2014年、音泉※）
- ラジオ シドニアの騎士〜綾と綾音の秘密の光合成〜（2014年 - 2015年、音泉※）[291]
- キルラキルラジオ改（2014年、音泉※）[292]
- ラジオのRINNE…みたいな?（2015年 - 2016年、HiBiKi Radio Station※）[293]※サブパーソナリティ
- ニューギンpresents 義風堂々!!〜音語り〜（2015年、文化放送・超!A&G+※）[294]
- バトルガール ハイスクール なでラジ（2015年、音泉※）[295]
- メダロット ガールズミッション ラジオハイスクール（2016年、超!A&G+※）[296]
- ラジオ 腐男子高校生活「腐人類みな兄弟!!」（2016年、ラジオ関西）[297]
- 洲崎綾の7.6（2016年 - 2024年、ニコニコ生放送※）
- RADIO 1000ちゃんねる（2017年 - 2024年、HiBiKi Radio Station※）[298]
- 洲崎綾の『ひもてはうす』ぐいぐいプレゼンラジオ（2018年、超!A&G+※）[81]
- ひもてはうすラジオ 今夜も眠れないのー（2018年、超!A&G+※）
- 魔法少女特殊戦あすか in メイド喫茶 三津矢（2019年、音泉※）[299]
- 洲崎綾のバババババーチャル（2019年 - 2021年、超!A&G+※）[300]
- 天津向のためになるらじお（2019年 - 2024年、音泉※）[301]
- レッドプライドオブエデンプレゼンツ『エデン大陸放送局』！（2020年、音泉※）[302]
- 洲崎綾の「手づくる」ラジオ（2020年 - 、ニコニコチャンネル※）[303]※洲崎個人による配信チャンネル
- TVアニメ『バック・アロウ』リンガリンド放送局（2021年、音泉※）[304]

### ラジオCD
- ラジオCD たまこまーけっと もちもちラジオ CDスペシャル[305]
- ラジオCD  はる学自動車部 on AIR RADIO
- 洲崎西 DJCD vol.1 - 8
  - 西洲崎 (てさぐれ部活もの あんこーる Blu-ray＆DVD vol.1音声特典[306])
- ラジオCD キルラキルラジオ Vol.1 - 2
- ラジオCD キルラキルラジオ改
- ラジオCD ラジオ シドニアの騎士〜綾と綾音の秘密の光合成〜 Vol.1 - 5
  - 『綾と綾音の秘密の光合成 出張版』Vol.1 (シドニアの騎士 BD5巻初回版に付属[307])
  - 『綾と綾音の秘密の光合成 出張版』Vol.2 (シドニアの騎士 第九惑星戦役 BD5巻初回版に付属[308])
- ラジオCD「RELEASE THE SPYCEツキカゲ大作戦」Vol.2

### CM
- AT-Xウチの夏フェス2012 フレッシュ夏フェス隊![309]
- MBS「アニメイズム」枠移動告知CMナレーション（2015年2月期） - 関西ローカル
- 「バトルガール ハイスクール」テレビCM[310]
- 「洲崎西 THE ANIMATION」主題歌「Smile☆Revolution」宣伝CM
- 「タワー オブ プリンセス」CMナレーション[311]
- 花王「リーゼプリティア」PR動画『魔法少女 リーゼプリティア〜魔法少女のお約束！〜』（2018年、リゼ[312]、アワルン[313]）
- ピッコマ「ホッと、ひとコマ。」(2020年、CM) ※顔出し出演[314]

### テレビ番組
- ぼいすた!（2011年、BS-TBS、ぼいすたエッグ）

### 映像商品
- DVD「妄想科学研究所シリーズ」（ポニーキャニオン）[315]
  - 「吊り革が気になり過ぎて昼寝ができない -絶対にふらつかない吊り革の掴み方の研究と考察-」（2012年） - 出演
  - 「絶対に下着がみえない撫で方の研究と考察」（2014年） - ナレーション
- 2.5次元らじお 仲良し三人組が不思議の部屋に迷い込んだら…
- 金朋声優ラボ Vol.2
- THE IDOLM@STER CINDERELLA GIRLS 1stLIVE WONDERFUL M@GIC!! Day2（2014年）[316]
- 声優育成バラエティ下野ゼミナール上巻・下巻[317]
- ルミナスルーキーVol.1[318]
- THE IDOLM@STER M@STER OF IDOL WORLD!!2015 Live Blu-ray Day2（2016年）[319]
- THE IDOLM@STER CINDERELLA GIRLS 3rdLIVE シンデレラの舞踏会 -Power of Smile- Blu-ray Day2（2016年）[320]

### Webドラマ
- 見逃し三姉妹 - レグザクラウドサービス「TimeOn」（蓑雅せりな[321]）

### その他コンテンツ
- ジアース教育新社『「考える力」を育てる教育実践の探究』（2013年刊） - 分筆担当[322]
- 華劇 -hanageki-（成瀬修子[323]）
- ウインドー人形劇『リサとガスパール 舞踏会へいく』 (妖精[324])
- かわいい娘に釣られてエンジニアになったがそんなに甘くなかった件。（安里衣葉[325]）
- ローソン店内ナレーション（ウチカフェフラッペ[326]）
- 眉山ロープウェイガイダンス（満艦飾マコ[327]）
- Project758（莱まひつ[328]）
- クラリオン 方言版ダウンロードボイス（森本アスカ[329]）
- パズル戦隊デナレンジャー CMムービー 予告篇/秋葉原篇/渋谷篇 (デナイエロー)
- LINEスタンプ『アイドルマスター シンデレラガールズ2』（2015年、新田美波）
- 商工会議所の検定試験 簿記『新田 美波「第144回試験」受験者へメッセージ』（2016年、新田美波[330]）
- スニッカーズ「#スニッカーズの写真ツイートでシンデレラガールズからリプが届くかも!?略して #スニリプ」キャンペーン（2017年、新田美波[331]）
- ヤマザキビスケット『「今日の3時はどのサンド？」キャンペーン』（2023年10月、チーズ）[332]

## ディスコグラフィ

### シングル
| 発売日        | タイトル     | 規格品番   | オリコン最高位 | 備考                                     |
| ------------- | ------------ | ---------- | -------------- | ---------------------------------------- |
| 2014年4月30日 | プリンシプル | PCCG-70210 | 38位           | 劇場アニメ『たまこラブストーリー』主題歌 |

### キャラクターソング
| 発売日   | 商品名                                                                                               | 歌 | 楽曲                                                                 | 備考                                                                      |
| 2011年   | 2011年                                                                                               | 2011年 | 2011年                                                               | 2011年                                                                    |
| -------- | --- | --- | -------------------------------------------------------------------- | ------------------------------------------------------------------------- |
| 3月9日   | 絶対☆少女主義!!                                                                                      | 聖ビジュアル女学院合唱部 | 「絶対☆少女主義!!」 「夜明け寸前のシンフォニー」                     | テレビアニメ『バクマン。』挿入歌                                          |
| 2013年   | | |                                                                      |                                                                           |
| 1月25日  | ドラマチックマーケットライド                                                                         | 北白川たまこ（洲崎綾） | 「ドラマチックマーケットライド」                                     | テレビアニメ『たまこまーけっと』オープニングテーマ                        |
| 1月25日  | ドラマチックマーケットライド                                                                         | 北白川たまこ（洲崎綾） | 「ともろう」                                                         | テレビアニメ『たまこまーけっと』関連曲                                    |
| 1月25日  | ねぐせ                                                                                               | 北白川たまこ（洲崎綾） | 「ねぐせ」                                                           | テレビアニメ『たまこまーけっと』エンディングテーマ                        |
| 1月25日  | ねぐせ                                                                                               | 北白川たまこ（洲崎綾） | 「キミの魔法」                                                       | テレビアニメ『たまこまーけっと』関連曲                                    |
| 2月20日  | たまこまーけっと キャラクターソングアルバム twinkle ride CD                                          | 北白川たまこ（洲崎綾） | 「おもちアフェっクション！」                                         | テレビアニメ『たまこまーけっと』関連曲                                    |
| 2月20日  | たまこまーけっと キャラクターソングアルバム twinkle ride CD                                          | 北白川たまこ（洲崎綾）、常盤みどり（金子有希）、牧野かんな（長妻樹里）、北白川あんこ（日高里菜）、朝霧史織（山下百合恵）、お付き（山岡ゆり）                     | 「きっとね、ずっとね、よろしくね。」                                 | テレビアニメ『たまこまーけっと』関連曲                                    |
| 5月22日  | THE IDOLM@STER CINDERELLA MASTER 019 新田美波                                                        | 新田美波（洲崎綾） | 「ヴィーナスシンドローム」                                           | ゲーム『アイドルマスター シンデレラガールズ』関連曲                       |
| 8月21日  | ロウきゅーぶ！SS Character Songs 慧心学園初等部女子ミニバスケットボール部5年生チーム                 | 慧心学園初等部女子ミニバスケットボール部5年生チーム | 「下級生Groove!」 「どきどきすること」 「チョーゼツよくできました◎」 | テレビアニメ『ロウきゅーぶ！SS』関連曲                                    |
| 9月25日  | THE IDOLM@STER CINDERELLA MASTER cool jewelries! 001                                                 | 渋谷凛（福原綾香）、高垣楓（早見沙織）、神崎蘭子（内田真礼）、多田李衣菜（青木瑠璃子）、新田美波（洲崎綾）                                                       | 「Nation Blue」 「ススメ☆オトメ 〜jewel parade〜」                   | ゲーム『アイドルマスター シンデレラガールズ』関連曲                       |
| 9月25日  | THE IDOLM@STER CINDERELLA MASTER cool jewelries! 001                                                 | 新田美波（洲崎綾） | 「亜麻色の髪の乙女」                                                 | ゲーム『アイドルマスター シンデレラガールズ』関連曲                       |
| 11月27日 | ロウきゅーぶ！SS BD・DVD第3巻特典CD                                                                  | 竹中椿（洲崎綾）、竹中柊（津田美波） | 「ツインだもんWIN!」                                                 | テレビアニメ『ロウきゅーぶ！SS』関連曲                                    |
| 2014年   | | |                                                                      |                                                                           |
| 3月22日  | omochi-tronica EP plus                                                                               | 北白川たまこ（洲崎綾） | 「imanica Plays おもちアフェっクション！」                           | テレビアニメ『たまこまーけっと』関連曲                                    |
| 4月23日  | 極黒のブリュンヒルデ オリジナル・サウンドトラック                                                    | 黒羽寧子（種田梨沙）、橘佳奈（洲崎綾）、カズミ・シュリーレンツァウアー（M・A・O）、鷹鳥小鳥（田所あずさ）                                                        | 「いちばん星」                                                       | テレビアニメ『極黒のブリュンヒルデ』エンディングテーマ                    |
| 4月23日  | 極黒のブリュンヒルデ オリジナル・サウンドトラック                                                    | 黒羽寧子（種田梨沙）、橘佳奈（洲崎綾）、カズミ・シュリーレンツァウアー（M・A・O）、鷹鳥小鳥（田所あずさ）                                                        | 「ありのままの幸せ」                                                 | テレビアニメ『極黒のブリュンヒルデ』関連曲                                |
| 5月28日  | しっぽしっぽ♡ぱわー                                                                                  | リカンツ＝シーベリー（洲崎綾） | 「しっぽしっぽ♡ぱわー」 「愛って○×全部かな?」                        | テレビアニメ『健全ロボ ダイミダラー』関連曲                               |
| 5月28日  | ロボットガールズZ ソングアルバム1                                                                    | ポセスO2（洲崎綾） | 「キラキラメクDays」                                                 | テレビアニメ『ロボットガールズZ』関連曲                                   |
| 7月30日  | 極黒のブリュンヒルデ BD・DVD-BOX第1巻特典CD                                                          | 橘佳奈（洲崎綾） | 「いちばん星」                                                       | テレビアニメ『極黒のブリュンヒルデ』関連曲                                |
| 8月3日   | 艦隊これくしょん -艦これ- 艦娘想歌【壱】KanColle Vocal Collection vol.1                              | 第六駆逐隊［暁、響、雷、電（洲崎綾）］ | 「鎮守府の朝」                                                       | ゲーム『艦隊これくしょん -艦これ-』関連曲                                 |
| 8月20日  | 半熟少女                                                                                             | 深山紗巴（洲崎綾） | 「セツナトリップ」                                                   | 『半熟少女』関連曲                                                        |
| 8月20日  | 半熟少女                                                                                             | 深山紗巴（洲崎綾）、花岡瑠菜（山本希望） | 「いーあるふぁんくらぶ」                                             | 『半熟少女』関連曲                                                        |
| 12月19日 | トリニティセブン エンディング・ソング Theme4 ReSTART "THE WORLD"                                     | TWINKle MAGIC | 「ReSTART "THE WORLD"」                                              | テレビアニメ『トリニティセブン』エンディングテーマ                        |
| 12月28日 | Z/X -Zillions of enemy X- NC DramaCD (2)「ドラミコクインテット」                                     | 赤の竜の巫女メイラル（佐倉綾音）、青の竜の巫女ユイ（洲崎綾）、白の竜の巫女ニノ（西明日香）、黒の竜の巫女バラハラ（早見沙織）、緑の竜の巫女クシュル（今井麻美）   | 「未来がひとつに」                                                   | 『ドラミコクインテット』テーマソング                                      |
| 2015年   | | |                                                                      |                                                                           |
| 1月21日  | ガールフレンド（仮） BD・DVD第1巻特典CD                                                              | にゅーろん★くりぃむそふと | 「楽しきトキメキ」                                                   | テレビアニメ『ガールフレンド（仮）』オープニングテーマ                    |
| 1月21日  | ガールフレンド（仮） BD・DVD第1巻特典CD                                                              | にゅーろん★くりぃむそふと | 「進化系Girl」                                                       | テレビアニメ『ガールフレンド（仮）』エンディングテーマ                    |
| 1月21日  | THE IDOLM@STER CINDERELLA GIRLS ANIMATION PROJECT 00 ST@RTER BEST                                    | CINDERELLA PROJECT | 「ススメ☆オトメ 〜jewel parade〜」                                   | テレビアニメ『アイドルマスター シンデレラガールズ』関連曲                 |
| 2月4日   | 半熟少女2                                                                                            | 深山紗巴（洲崎綾） | 「からくりピエロ」                                                   | 『半熟少女2』関連曲                                                       |
| 2月4日   | 魔法少女オーバーエイジ -kawaii songs collection-                                                     | 桐野さくら（洲崎綾） | 「テクスト≫オーバー」 「桜景色をもう一度」                           | 『魔法少女オーバーエイジ』関連曲                                          |
| 2月18日  | 青春サツバツ論                                                                                       | 3年E組うた担 | 「青春サツバツ論」                                                   | テレビアニメ『暗殺教室』オープニングテーマ                                |
| 2月18日  | THE IDOLM@STER CINDERELLA GIRLS ANIMATION PROJECT 01 Star!!                                          | CINDERELLA PROJECT | 「Star!!」                                                           | テレビアニメ『アイドルマスター シンデレラガールズ』オープニングテーマ     |
| 3月18日  | THE IDOLM@STER CINDERELLA GIRLS ANIMATION PROJECT 02 Memories                                        | LOVE LAIKA | 「Memories」                                                         | テレビアニメ『アイドルマスター シンデレラガールズ』挿入歌                 |
| 3月18日  | THE IDOLM@STER CINDERELLA GIRLS ANIMATION PROJECT 02 Memories                                        | LOVE LAIKA | 「夕映えプレゼント」                                                 | テレビアニメ『アイドルマスター シンデレラガールズ』関連曲                 |
| 3月18日  | Everybody Loves Somebody 〜 うさぎ山から愛をこめて                                                   | 北白川たまこ（洲崎綾）、大路もち蔵（田丸篤志） | 「今日も明日も」                                                     | テレビアニメ『たまこまーけっと』関連曲                                    |
| 3月25日  | 艦娘乃歌 Vol.1                                                                                       | 響（洲崎綾） | 「どこまでも響くハラショー」                                         | テレビアニメ『艦隊これくしょん -艦これ-』関連曲                           |
| 3月27日  | 暗殺教室 BD・DVD第1巻特典CD                                                                          | 潮田渚（渕上舞）、茅野カエデ（洲崎綾） | 「青春サツバツ論」                                                   | テレビアニメ『暗殺教室』関連曲                                            |
| 4月15日  | ツブ★ドル ドラマCD 〜紹介します？舞台裏！〜 主題歌もできたし全国デビューしちゃうよ盤                 | ツブ★ドル | 「ツブ★ドル」                                                        | OVA『ツブ★ドル』主題歌                                                    |
| 4月15日  | ツブ★ドル ドラマCD とらのあな店舗特典CD                                                              | 弥栄はな（洲崎綾）、小田相かりん（大空直美）、光ヶ丘ゆい（佐倉綾音）、作ノ口めぐみ（豊田萌絵）、田名みずき（優木かな）、藤野ちえ（杉田菜摘）                     | 「ツブ★ドル」                                                        | OVA『ツブ★ドル』関連曲                                                    |
| 4月17日  | FLOWERS夏篇 初回限定版付属CD                                                                         | 考崎千鳥（洲崎綾） | 「chaleur〈カバーバージョン〉」                                      | ゲーム『FLOWERS夏篇』エンディングテーマ                                   |
| 5月13日  | THE IDOLM@STER CINDERELLA GIRLS ANIMATION PROJECT 08 GOIN'!!!                                        | CINDERELLA PROJECT | 「GOIN'!!!」                                                         | テレビアニメ『アイドルマスター シンデレラガールズ』挿入歌                 |
| 5月13日  | THE IDOLM@STER CINDERELLA GIRLS ANIMATION PROJECT 08 GOIN'!!!                                        | CINDERELLA PROJECT | 「夕映えプレゼント」                                                 | テレビアニメ『アイドルマスター シンデレラガールズ』エンディングテーマ     |
| 5月27日  | 自力本願レボリューション                                                                             | 3年E組うた担 | 「自力本願レボリューション」                                         | テレビアニメ『暗殺教室』オープニングテーマ                                |
| 5月29日  | 暗殺教室 BD・DVD第3巻特典CD                                                                          | 3年E組カバ担 | 「僕の先生はフィーバー」                                             | テレビアニメ『暗殺教室』関連曲                                            |
| 5月29日  | 暗殺教室 BD・DVD第3巻特典CD                                                                          | 3年E組修学旅行4班 | 「青春サツバツ論」                                                   | テレビアニメ『暗殺教室』関連曲                                            |
| 6月4日   | 夏色バタフライ☆/記憶の中のリグレット                                                                 | めぐ&たまき | 「夏色バタフライ☆」                                                  | ゲーム『夏色ハイスクル★青春白書』テーマソング                             |
| 6月4日   | 夏色バタフライ☆/記憶の中のリグレット                                                                 | めぐ&たまき | 「記憶の中のリグレット」                                             | ゲーム『夏色ハイスクル★青春白書』エンディングテーマ                       |
| 7月23日  | アイドルマスター シンデレラガールズ BD・DVD 第3巻完全生産限定版特典CD「346Pro IDOL selection vol.2」 | 新田美波（洲崎綾） | 「ミツボシ☆☆★ -For Minami rearrange MIX-」                           | テレビアニメ『アイドルマスター シンデレラガールズ』関連曲                 |
| 8月5日   | THE IDOLM@STER CINDERELLA GIRLS ANIMATION PROJECT 2nd season 01 Shine!!                              | CINDERELLA PROJECT | 「Shine!!」                                                          | テレビアニメ『アイドルマスター シンデレラガールズ』オープニングテーマ     |
| 10月7日  | THE IDOLM@STER CINDERELLA GIRLS ANIMATION PROJECT 2nd Season 04                                      | LOVE LAIKA with Rosenburg Engel［神崎蘭子（内田真礼）］ | 「この空の下」                                                       | テレビアニメ『アイドルマスター シンデレラガールズ』挿入歌                 |
| 10月14日 | THE IDOLM@STER CINDERELLA GIRLS ANIMATION PROJECT 2nd Season 05                                      | LOVE LAIKA | 「夢色ハーモニー」                                                   | テレビアニメ『アイドルマスター シンデレラガールズ』関連曲                 |
| 11月18日 | PLACHTA ソフィーのアトリエ 〜不思議な本の錬金術士〜 ボーカルアルバム                                 | モニカ（洲崎綾） | 「ペンタス」                                                         | ゲーム『ソフィーのアトリエ 〜不思議な本の錬金術士〜』関連曲               |
| 11月25日 | THE IDOLM@STER CINDERELLA GIRLS ANIMATION PROJECT 2nd Season 07 M@GIC☆                               | CINDERELLA PROJECT | 「M@GIC☆」                                                           | テレビアニメ『アイドルマスター シンデレラガールズ』挿入歌                 |
| 11月25日 | THE IDOLM@STER CINDERELLA GIRLS ANIMATION PROJECT 2nd Season 07 M@GIC☆                               | CINDERELLA PROJECT | 「夢色ハーモニー」                                                   | テレビアニメ『アイドルマスター シンデレラガールズ』エンディングテーマ     |
| 11月25日 | りりくる キャラクターデュオシリーズ 歩実♥羽佳『パッチワーク・ラブリー！』                            | 綾坂歩実（大久保瑠美）、宇崎羽佳（洲崎綾） | 「『パッチワーク・ラブリー！』」                                     | 『りりくる』関連曲                                                        |
| 11月25日 | りりくる キャラクターデュオシリーズ 2nd season コンプリートＢＯＸ                                    | 綾坂歩実（大久保瑠美）、宇崎羽佳（洲崎綾） | 「『パッチワーク・ラブリー！（相手の気持ちで歌ってみた ver.）』」    | 『りりくる』関連曲                                                        |
| 12月29日 | 1000☆PARTY!!                                                                                         | 1000ちゃん（新田恵海）、ミリオ（渕上舞）、プリマ（洲崎綾） | 「PARTY×PARTY!!」                                                    | 『1000ちゃん』関連曲                                                      |
| 12月29日 | 1000☆PARTY!!                                                                                         | プリマ（洲崎綾） | 「Primium♔Song」                                                     | 『1000ちゃん』関連曲                                                      |
| 12月29日 | 1000☆PARTY!!                                                                                         | プリマ（洲崎綾）、1000ちゃん（新田恵海） | 「涙色◆アバンチュール」                                              | 『1000ちゃん』関連曲                                                      |
| 12月30日 | 魔法少女オーバーエイジ GENERATION TRIAD                                                              | 桐野さくら（洲崎綾） | 「from the cage」                                                    | 『魔法少女オーバーエイジ』関連曲                                          |
| 2016年   | | |                                                                      |                                                                           |
| 2月24日  | QUESTION                                                                                             | 3年E組うた担 | 「QUESTION」                                                         | テレビアニメ『暗殺教室』オープニングテーマ                                |
| 2月24日  | QUESTION                                                                                             | 3年E組うた担 | 「3年E組 ヌルヌル音頭」                                              | ゲーム『暗殺教室 アサシン育成計画!!』主題歌                               |
| 4月27日  | STAR☆T                                                                                               | Tiara | 「ハートの軌跡」                                                     | ゲーム『バトルガール ハイスクール』関連曲                                 |
| 4月27日  | STAR☆T                                                                                               | 星月みき（洲崎綾） | 「Believe」                                                          | ゲーム『バトルガール ハイスクール』主題歌                                 |
| 7月27日  | THE IDOLM@STER CINDERELLA GIRLS STARLIGHT MASTER 04 生存本能ヴァルキュリア                           | 新田美波（洲崎綾）、高森藍子（金子有希）、鷺沢文香（M・A・O）、橘ありす（佐藤亜美菜）、相葉夕美（木村珠莉）                                                      | 「生存本能ヴァルキュリア（M@STER VERSION）」                         | ゲーム『アイドルマスター シンデレラガールズ スターライトステージ』関連曲  |
| 8月3日   | ☆STARRY☆                                                                                             | プリマ（洲崎綾） | 「私流×HAPPY×STYLE」                                                 | 『1000ちゃん』関連曲                                                      |
| 8月24日  | Pop☆Girls!                                                                                           | Princess | 「Pop☆Girls!」                                                       | ゲーム『バトルガール ハイスクール』関連曲                                 |
| 9月28日  | 暗殺教室 ベストアルバム 〜Music Memories〜                                                           | 3年E組 | 「旅立ちのうた」                                                     | テレビアニメ『暗殺教室』挿入歌                                            |
| 10月12日 | 腐男子高校生活キャラクターソングアルバム                                                             | 西原ルミ（洲崎綾） | 「乙女のココロエ」                                                   | テレビアニメ『腐男子高校生活』関連曲                                      |
| 2017年   | | |                                                                      |                                                                           |
| 1月11日  | 微熱✝ロマネスク✝                                                                                     | ミリオ（渕上舞）、プリマ（洲崎綾） | 「BURNING⇔LOVE」                                                     | 『1000ちゃん』関連曲                                                      |
| 1月11日  | 微熱✝ロマネスク✝                                                                                     | 1000ちゃん（新田恵海）、ミリオ（渕上舞）、プリマ（洲崎綾） | 「☆PARTY☆LOVE☆」                                                     | 『1000ちゃん』関連曲                                                      |
| 3月15日  | ガールフレンド（仮） キャラクターソングシリーズ Vol.03                                               | にゅーろん★くりぃむそふと | 「HAJIけてシナプス☆シナモンロール」                                  | テレビアニメ『ガールフレンド（仮）』エンディングテーマ                    |
| 3月15日  | ガールフレンド（仮） キャラクターソングシリーズ Vol.03                                               | 江藤くるみ（洲崎綾） | 「ペンタトニック・ラブ」                                             | ゲーム『ガールフレンド（仮）』関連曲                                      |
| 5月13日  | THE IDOLM@STER CINDERELLA GIRLS 5thLIVE TOUR Serendipity Parade!!! 宮城・石川・大阪 会場オリジナルCD | 新田美波（洲崎綾） | 「生存本能ヴァルキュリア（M@STER VERSION）」                         | ゲーム『アイドルマスター シンデレラガールズ スターライトステージ』関連曲  |
| 7月26日  | ホシノキズナ                                                                                         | 神樹ヶ峰女学園星守クラス | 「ホシノキズナ」                                                     | テレビアニメ『バトルガール ハイスクール』オープニングテーマ               |
| 8月9日   | THE IDOLM@STER CINDERELLA GIRLS MASTER SEASONS SUMMER!                                               | 大槻唯（山下七海）、緒方智絵里（大空直美）、新田美波（洲崎綾）                                                                                                   | 「銀のイルカと熱い風」                                               | ゲーム『アイドルマスター シンデレラガールズ』関連曲                       |
| 11月8日  | THE IDOLM@STER CINDERELLA GIRLS STARLIGHT MASTER 14 情熱ファンファンファーレ                         | 高垣楓（早見沙織）、川島瑞樹（東山奈央）、松永涼（千菅春香）、速水奏（飯田友子）、新田美波（洲崎綾）                                                             | 「Nocturne」                                                         | ゲーム『アイドルマスター シンデレラガールズ スターライトステージ』関連曲  |
| 11月22日 | バトルガール ハイスクール BD・DVD第1巻特典CD                                                         | 星月みき（洲崎綾） | 「ホシノキズナ」 「ハートの軌跡」 「POP☆Girls!」 「青の風」          | テレビアニメ『バトルガール ハイスクール』関連曲                           |
| 12月6日  | THE IDOLM@STER CINDERELLA GIRLS LITTLE STARS! 秋めいて Ding Dong Dang!                               | アナスタシア（上坂すみれ）、佐々木千枝（今井麻夏）、速水奏（飯田友子）、北条加蓮（渕上舞）、新田美波（洲崎綾）                                                   | 「秋めいて Ding Dong Dang!」                                         | テレビアニメ『アイドルマスター シンデレラガールズ劇場』エンディングテーマ |
| 12月6日  | THE IDOLM@STER CINDERELLA GIRLS LITTLE STARS! 秋めいて Ding Dong Dang!                               | 新田美波（洲崎綾） | 「秋めいて Ding Dong Dang!」                                         | テレビアニメ『アイドルマスター シンデレラガールズ劇場』関連曲             |
| 2018年   | | |                                                                      |                                                                           |
| 2月14日  | むにゃむにゃゲッチュー恋吹雪！                                                                       | にゅーろん★くりぃむそふと | 「むにゃむにゃゲッチュー恋吹雪！」                                   | ゲーム『ガールフレンド（仮）』関連曲                                      |
| 2月23日  | つうかあ BD・DVD第2巻特典CD                                                                          | Void_Chords feat. 宍戸まりあ（洲崎綾）、宍戸ゆりあ（洲崎綾） | 「Feel your breath」                                                 | テレビアニメ『つうかあ』関連曲                                            |
| 3月7日   | THE IDOLM@STER CINDERELLA MASTER イリュージョニスタ！                                                | 本田未央（原紗友里）佐久間まゆ（牧野由依）、鷺沢文香（M・A・O）、輿水幸子（竹達彩奈）、新田美波（洲崎綾）                                                        | 「イリュージョニスタ！（M@STER VERSION）」                           | ゲーム『アイドルマスター シンデレラガールズ スターライトステージ』関連曲  |
| 3月7日   | 永遠にシンデレラメイト                                                                               | ツブ★ドル | 「永遠にシンデレラメイト」                                           | OVA『ツブ★ドル』関連曲                                                    |
| 4月18日  | THE IDOLM@STER CINDERELLA GIRLS STARLIGHT MASTER 16 ∀NSWER                                           | 新田美波（洲崎綾） | 「Voyage」                                                           | ゲーム『アイドルマスター シンデレラガールズ スターライトステージ』関連曲  |
| 6月27日  | ラストピリオド -終わりなき螺旋の物語- BD第1巻特典CD                                                  | 十輝石 featuring ダイヤ（久野美咲） | 「Shining!」                                                         | テレビアニメ『ラストピリオド -終わりなき螺旋の物語-』挿入歌               |
| 9月12日  | THE IDOLM@STER CINDERELLA GIRLS LITTLE STARS! なつっこ音頭                                           | 指導：新田美波（洲崎綾） | 「ラジオ体操第二」                                                   | テレビアニメ『アイドルマスター シンデレラガールズ劇場』関連曲             |
| 10月13日 | モテたいのー/おうちに帰ろう                                                                          | ひもてはうす住人一同 | 「モテたいのー」                                                     | テレビアニメ『ひもてはうす』オープニングテーマ                            |
| 10月13日 | モテたいのー/おうちに帰ろう                                                                          | ひもてはうす住人一同 | 「おうちに帰ろう」                                                   | テレビアニメ『ひもてはうす』挿入歌                                        |
| 10月24日 | スパッと！スパイ&スパイス/Hide & Seek                                                                | ツキカゲ | 「スパッと！スパイ&スパイス」                                        | テレビアニメ『RELEASE THE SPYCE』オープニングテーマ                       |
| 10月24日 | スパッと！スパイ&スパイス/Hide & Seek                                                                | ツキカゲ | 「Hide & Seek」                                                      | テレビアニメ『RELEASE THE SPYCE』エンディングテーマ                       |
| 11月9日  | THE IDOLM@STER CINDERELLA GIRLS 6thLIVE MERRY-GO-ROUNDOME!!! MASTER SEASONS SUMMER! SOLO REMIX       | 新田美波（洲崎綾） | 「銀のイルカと熱い風」                                               | ゲーム『アイドルマスター シンデレラガールズ』関連曲                       |
| 11月17日 | 『ひもてはうす』キャラクターカップリングソング集                                                     | 本郷たえ（洲崎綾）、紐手きなみ（三森すずこ） | 「8cmの想い」 「おうちに帰ろう（Duet ver.1）」                       | テレビアニメ『ひもてはうす』関連曲                                        |
| 11月21日 | RELEASE THE SPYCE キャラクターソング 楓&命                                                           | 八千代命（洲崎綾） | 「月結び」                                                           | テレビアニメ『RELEASE THE SPYCE』エンディングテーマ                       |
| 11月21日 | RELEASE THE SPYCE キャラクターソング 楓&命                                                           | 相模楓（藤田茜）、八千代命（洲崎綾） | 「スパッと！スパイ&スパイス」                                        | テレビアニメ『RELEASE THE SPYCE』関連曲                                   |
| 2019年   | | |                                                                      |                                                                           |
| 3月20日  | RELEASE THE SPYCE BD・DVD第4巻特典CD                                                                 | 八千代命（洲崎綾） | 「ようこそソラサキシティへ」 「月結び 弾き語りver.」                 | テレビアニメ『RELEASE THE SPYCE』挿入歌                                   |
| 8月13日  | True Days                                                                                            | 萌黄ホミ（洲崎綾） | 「True Days」                                                        | Webアニメ『みるタイツ』エンディングテーマ                                 |
| 8月13日  | True Days                                                                                            | 藍川レン（戸松遥）、中紅ユア（日笠陽子）、萌黄ホミ（洲崎綾） | 「True Days」                                                        | Webアニメ『みるタイツ』エンディングテーマ                                 |
| 8月23日  | PHANTASY STAR ONLINE 2 キャラクターソングCD〜Song Festival〜V                                        | 鷲宮氷莉（洲崎綾） | 「遵情マリアージュ」                                                 | ゲーム『ファンタシースターオンライン2』関連曲                             |
| 8月23日  | PHANTASY STAR ONLINE 2 キャラクターソングCD〜Song Festival〜V                                        | 八坂火継（種田梨沙）、鷲宮氷莉（洲崎綾） | 「放課後スペシャリティメモリー」                                     | ゲーム『ファンタシースターオンライン2』関連曲                             |
| 11月6日  | THE IDOLM@STER CINDERELLA GIRLS STARLIGHT MASTER COLLABORATION! 無重力シャトル                       | 安部菜々（三宅麻理恵）、城ヶ崎莉嘉（山本希望）、新田美波（洲崎綾）、相葉夕美（木村珠莉）、多田李衣菜（青木瑠璃子）                                               | 「無重力シャトル（M@STER VERSION）」                                 | ゲーム『アイドルマスター シンデレラガールズ スターライトステージ』関連曲  |
| 11月6日  | THE IDOLM@STER CINDERELLA GIRLS STARLIGHT MASTER COLLABORATION! 無重力シャトル                       | 新田美波（洲崎綾） | 「無重力シャトル（M@STER VERSION）」                                 | ゲーム『アイドルマスター シンデレラガールズ スターライトステージ』関連曲  |
| 11月28日 | - | 衣音（渕上舞）、ぺた子（洲崎綾）、凛（景山梨彩） | 「夏幻」                                                             | ゲーム『僕の彼女は人魚姫!?』オープニングテーマ                            |
| 11月28日 | - | 衣音（渕上舞）、ぺた子（洲崎綾）、凛（景山梨彩） | 「君に伝えたいこと」                                                 | ゲーム『僕の彼女は人魚姫!?』エンディングテーマ                            |
| 12月25日 | THE IDOLM@STER CINDERELLA GIRLS STARLIGHT MASTER for the NEXT! 04 Secret Daybreak                    | 速水奏（飯田友子）、新田美波（洲崎綾） | 「Secret Daybreak（M@STER VERSION）」                                | ゲーム『アイドルマスター シンデレラガールズ スターライトステージ』関連曲  |
| 12月25日 | THE IDOLM@STER CINDERELLA GIRLS STARLIGHT MASTER for the NEXT! 04 Secret Daybreak                    | 新田美波（洲崎綾） | 「Secret Daybreak（M@STER VERSION）」                                | ゲーム『アイドルマスター シンデレラガールズ スターライトステージ』関連曲  |
| 2020年   | | |                                                                      |                                                                           |
| 3月25日  | 神田川JET GIRLS BD・DVD第3巻特典CD                                                                   | 紫集院かぐや（田所あずさ）、満腹黒丸（洲崎綾） | 「STOIC×STRENGTH」                                                   | テレビアニメ『神田川JET GIRLS』関連曲                                     |
| 10月21日 | THE IDOLM@STER CINDERELLA GIRLS STARLIGHT MASTER GOLD RUSH! 03 Joker                                 | 新田美波（洲崎綾） | 「アルカテイル」                                                     | ゲーム『アイドルマスター シンデレラガールズ スターライトステージ』関連曲  |
| 12月23日 | 荒野のコトブキ飛行隊 大空のテイクオフガールズ！ チームソングミニアルバム                             | ムラクモ空賊団 | 「繚乱天華」                                                         | ゲーム『荒野のコトブキ飛行隊 大空のテイクオフガールズ！』関連曲           |
| 2021年   | | |                                                                      |                                                                           |
| 4月7日   | THE IDOLM@STER CINDERELLA GIRLS STARLIGHT MASTER GOLD RUSH! 07 Wish you Happiness!!                  | 辻野あかり（梅澤めぐ）、小早川紗枝（立花理香）、安部菜々（三宅麻理恵）、新田美波（洲崎綾）、ナターリア（生田輝）、塩見周子（ルゥティン）、浜口あやめ（田澤茉純） | 「Wish you Happiness!!（M@STER VERSION）」                           | ゲーム『アイドルマスター シンデレラガールズ スターライトステージ』関連曲  |
| 4月7日   | THE IDOLM@STER CINDERELLA GIRLS STARLIGHT MASTER GOLD RUSH! 07 Wish you Happiness!!                  | 新田美波（洲崎綾） | 「Wish you Happiness!!（M@STER VERSION）」                           | ゲーム『アイドルマスター シンデレラガールズ スターライトステージ』関連曲  |
| 4月30日  | アイドルマスター シンデレラガールズ U149 第7巻特別版特典CD                                           | 新田美波（洲崎綾）、結城晴（小市眞琴） | 「銀のイルカと熱い風」                                               | 漫画『アイドルマスター シンデレラガールズ U149』関連曲                    |
| 8月4日   | VOY@GER                                                                                              | THE IDOLM@STER FIVE STARS!!! | 「VOY@GER」                                                          | 「アイドルマスターシリーズ」イメージソング                                |
| 8月4日   | VOY@GER シンデレラガールズ盤                                                                         | CINDERELLA GIRLS | 「VOY@GER」                                                          | 「アイドルマスターシリーズ」イメージソング                                |
| 8月4日   | VOY@GER シンデレラガールズ盤                                                                         | 新田美波（洲崎綾） | 「VOY@GER」                                                          | 「アイドルマスターシリーズ」イメージソング                                |
| 2023年   | | |                                                                      |                                                                           |
| 10月25日 | THE IDOLM@STER CINDERELLA MASTER Dreamy Anniversary ＆ Next Chapter                                  | THE IDOLMASTER CINDERELLA GIRLS Stage for Cinderella groupA BEST5!                                                                                               | 「Dreamy Anniversary」                                               | ゲーム『アイドルマスター シンデレラガールズ スターライトステージ』関連曲  |
| 2024年   | | |                                                                      |                                                                           |
| 9月11日  | THE IDOLM@STER CINDERELLA GIRLS STARLIGHT MASTER HEART TICKER! 09 神様！絶対だよ                     | イヴ・サンタクロース（松永あかね）、西園寺琴歌（安齋由香里）、島村卯月（大橋彩香）、高森藍子（金子有希）、新田美波（洲崎綾）                                     | 「神様！絶対だよ（M@STER VERSION）」                                 | ゲーム『アイドルマスター シンデレラガールズ スターライトステージ』関連曲  |
| 9月11日  | THE IDOLM@STER CINDERELLA GIRLS STARLIGHT MASTER HEART TICKER! 09 神様！絶対だよ                     | 新田美波（洲崎綾） | 「神様！絶対だよ（M@STER VERSION）」                                 | ゲーム『アイドルマスター シンデレラガールズ スターライトステージ』関連曲  |
| 2025年   | | |                                                                      |                                                                           |
| 6月4日   | 素敵☆Brand New World!!                                                                               | 1000ちゃん（新田恵海）、ミリオ（渕上舞）、プリマ（洲崎綾） | 「素敵☆Brand New World!!」                                           | 『LBパチスロ1000ちゃんA』関連楽曲                                         |

### その他参加楽曲
| 発売日        | 商品名                                                                           | 歌                                                                                                 | 楽曲 | 備考                                          |
| ------------- | -------------------------------------------------------------------------------- | -------------------------------------------------------------------------------------------------- | --- | --------------------------------------------- |
| 2013年12月7日 | 6COLORS〜SEASIDE LIVE FES 2013                                                   | 洲崎西                                                                                             | 「タイムマシン」 「夢色キャンディー」 「次のヒロインは・・・私!!」 「夢見るファンタジー」                                                           | Webラジオ『洲崎西』関連曲                     |
| 2014年12月3日 | 洲崎西 MUSIC CLIP〜SEASIDE LIVE FES 2014〜 8DREAMS〜SEASIDE LIVE FES 2014〜      | 洲崎西                                                                                             | 「Happy New World」 「10年後に愛を届けよう」 「G.F.Y.D」 「弱虫コンプレックス」                                                                     | Webラジオ『洲崎西』関連曲                     |
| 2014年12月3日 | 洲崎西 MUSIC CLIP〜SEASIDE LIVE FES 2014〜 8DREAMS〜SEASIDE LIVE FES 2014〜      | 中村繪里子、田村睦心、洲崎綾、西明日香、内田彩、浅倉杏美、巽悠衣子、大橋彩香                       | 「New Horizon」 | イベント『SEASIDE LIVE FES 2014』テーマソング |
| 2015年11月6日 | Hi!!                                                                             | 洲崎西                                                                                             | 「Start Line」 「YELL」 「Destination」 「My Way」 「Believing」 「ドラマみたいなLIFEしたい」 「Dear My Boy」 「心に仮面系女子」 「永遠のプリズム」 | Webラジオ『洲崎西』関連曲                     |
| 2015年12月4日 | 洲崎西 MUSIC FLAVORS〜SEASIDE LIVE FES 2015〜 10FLAVORS〜SEASIDE LIVE FES 2015〜 | 洲崎西                                                                                             | 「Polar Star」 「誰のためでもなく」 「Double Rainbow」 「Dream Power」                                                                              | Webラジオ『洲崎西』関連曲                     |
| 2015年12月4日 | 洲崎西 MUSIC FLAVORS〜SEASIDE LIVE FES 2015〜 10FLAVORS〜SEASIDE LIVE FES 2015〜 | 洲崎綾、西明日香、内田彩、浅倉杏美、巽悠衣子、大橋彩香、佳村はるか、橋本ちなみ、田丸篤志、内田雄馬 | 「Thank You For Being You」 | イベント『SEASIDE LIVE FES 2015』テーマソング |
| 2018年8月1日  | CINDERELLA PARTY! でれぱ音頭 ＼ドンドンカッ／                                    | 原紗友里、青木瑠璃子、洲崎綾                                                                       | 「タッチ」 | ラジオ『CINDERELLA PARTY!』関連曲             |

## ライブ・イベント

### 合同ライブ
| 出演日               | タイトル                                                                                        | 会場                                        |
| -------------------- | ----------------------------------------------------------------------------------------------- | ------------------------------------------- |
| 2013年12月22日       | SEASIDE LIVE FES 2013                                                                           | 新宿BLAZE（東京都）                         |
| 2014年1月25日        | リスアニ! LIVE 4 SATURDAY STAGE                                                                 | 日本武道館（東京都）                        |
| 2014年4月6日         | THE IDOLM@STER CINDERELLA GIRLS 1stLIVE WONDERFUL M@GIC!!                                       | 舞浜アンフィシアター（千葉県）              |
| 2014年8月3日         | 第一回横浜観艦式予行                                                                            | パシフィコ横浜国立大ホール（神奈川県）      |
| 2014年12月21日       | SEASIDE LIVE FES 2014                                                                           | 神奈川芸術劇場（神奈川県）                  |
| 2015年1月24日        | リスアニ! LIVE 5 SATURDAY STAGE                                                                 | 日本武道館（東京都）                        |
| 2015年7月19日        | THE IDOLM@STER M@STERS OF IDOL WORLD 2015                                                       | 西武プリンスドーム（埼玉県）                |
| 2015年8月9日         | 第二回「艦これ」観艦式                                                                          | パシフィコ横浜国立大ホール（神奈川県）      |
| 2015年8月29日        | Animelo Summer Live 2015 -THE GATE-                                                             | さいたまスーパーアリーナ（埼玉県）          |
| 2015年11月29日       | THE IDOLM@STER CINDERELLA GIRLS 3rdLIVE シンデレラの舞踏会 - Power of Smile -                   | 幕張メッセ国際展示場 9-11番ホール（千葉県） |
| 2015年12月27日       | SEASIDE LIVE FES 2015                                                                           | パシフィコ横浜国立大ホール（神奈川県）      |
| 2016年8月7日         | 第参回「艦これ」観艦式                                                                          | パシフィコ横浜国立大ホール（神奈川県）      |
| 2016年10月16日       | THE IDOLM@STER CINDERELLA GIRLS 4thLIVE TriCastle 346 Castle                                    | さいたまスーパーアリーナ（埼玉県）          |
| 2016年12月11日       | SEASIDE LIVE FES 2016〜MUSIC HOURS〜                                                            | 舞浜アンフィシアター（千葉県）              |
| 2017年5月27日・28日  | THE IDOLM@STER CINDERELLA GIRLS 5thLIVE TOUR Serendipity Parade!!! 石川公演                     | 石川県産業展示館4号館（石川県）             |
| 2017年8月12日        | THE IDOLM@STER CINDERELLA GIRLS 5thLIVE TOUR Serendipity Parade!!! さいたまスーパーアリーナ公演 | さいたまスーパーアリーナ（埼玉県）          |
| 2017年9月16日        | 第肆回「艦これ」観艦式                                                                          | 東京国際展示場（東京都）                    |
| 2017年12月10日       | SEASIDE LIVE FES 2017〜RAINBOW〜                                                                | 舞浜アンフィシアター（千葉県）              |
| 2018年11月11日       | THE IDOLM@STER CINDERELLA GIRLS 6thLIVE MERRY-GO-ROUNDOME!!!                                    | メットライフドーム（埼玉県）                |
| 2019年11月9日・10日  | THE IDOLM@STER CINDERELLA GIRLS 7thLIVE TOUR Special 3chord♪ Funky Dancing!                     | ナゴヤドーム（愛知県）                      |
| 2020年2月15日・16日  | THE IDOLM@STER CINDERELLA GIRLS 7thLIVE TOUR Special 3chord♪ Glowing Rock!                      | 京セラドーム大阪（大阪府）                  |
| 2021年1月9日         | THE IDOLM@STER CINDERELLA GIRLS Broadcast & LIVE Happy New Yell!!!                              | 幕張メッセ国際展示場 1-3番ホール（千葉県）  |
| 2021年12月25日・26日 | THE IDOLM@STER CINDERELLA GIRLS 10th ANNIVERSARY M@GICAL WONDERLAND TOUR!!! CosmoStar Land      | 愛知県国際展示場 ホールA（愛知県）          |
| 2024年2月3日         | THE IDOLM@STER CINDERELLA GIRLS UNIT LIVE TOUR ConnecTrip! 山形公演                             | やまぎん県民ホール（山形県）                |